# George Brudenell (3e comte de Cardigan)
George Brudenell, 3e comte de Cardigan (29 septembre 1685 - 5 juillet 1732), appelé Lord Brudenell entre 1698 et 1703, est un pair britannique.

## Biographie
Il est le fils de Francis Brudenell, Lord Brudenell, de Francis Savile, petite-fille de Thomas Savile (1er comte de Sussex). Il succède à son grand-père au comté en 1703. En janvier 1709, il renonce officiellement à la religion catholique romaine afin de siéger à la Chambre des lords. En 1712, il est nommé maître des Buckhounds, poste qu'il occupe jusqu'en 1715.
Lord Cardigan épouse Elizabeth Bruce, fille de Thomas Bruce, deuxième comte d’Ailesbury et troisième comte d’Elgin, en 1703. Ils ont plusieurs enfants, dont George Montagu (1er duc de Montagu), le 4e comte qui est créé duc de Montagu en 1766, James Brudenell (5e comte de Cardigan), Robert Brudenell et Thomas Brudenell-Bruce (1er comte d'Ailesbury), qui succède à Bruce et est fait comte de Ailesbury en 1776. Lord Cardigan est décédé en juillet 1732 et son fils aîné, George, lui succède. La comtesse de Cardigan est décédée en décembre 1745, à l'âge de 56 ans 

## Famille
En 1703, il épouse Elizabeth Bruce (1689-décembre 1745), fille de Thomas Bruce (2e comte d'Ailesbury), dont il a plusieurs enfants dont :
- George Montagu, 1er duc de Montagu, 4e comte de Cardigan, qui est créé duc de Montagu en 1766 ;
- James Brudenell, 5e comte de Cardigan ;
- Robert Brudenell ;
- Thomas Brudenell-Bruce, 1er comte d'Ailesbury, qui hérite des domaines de Bruce et est créé comte d'Ailesbury en 1776.